# Schweinehaltung in der Antike

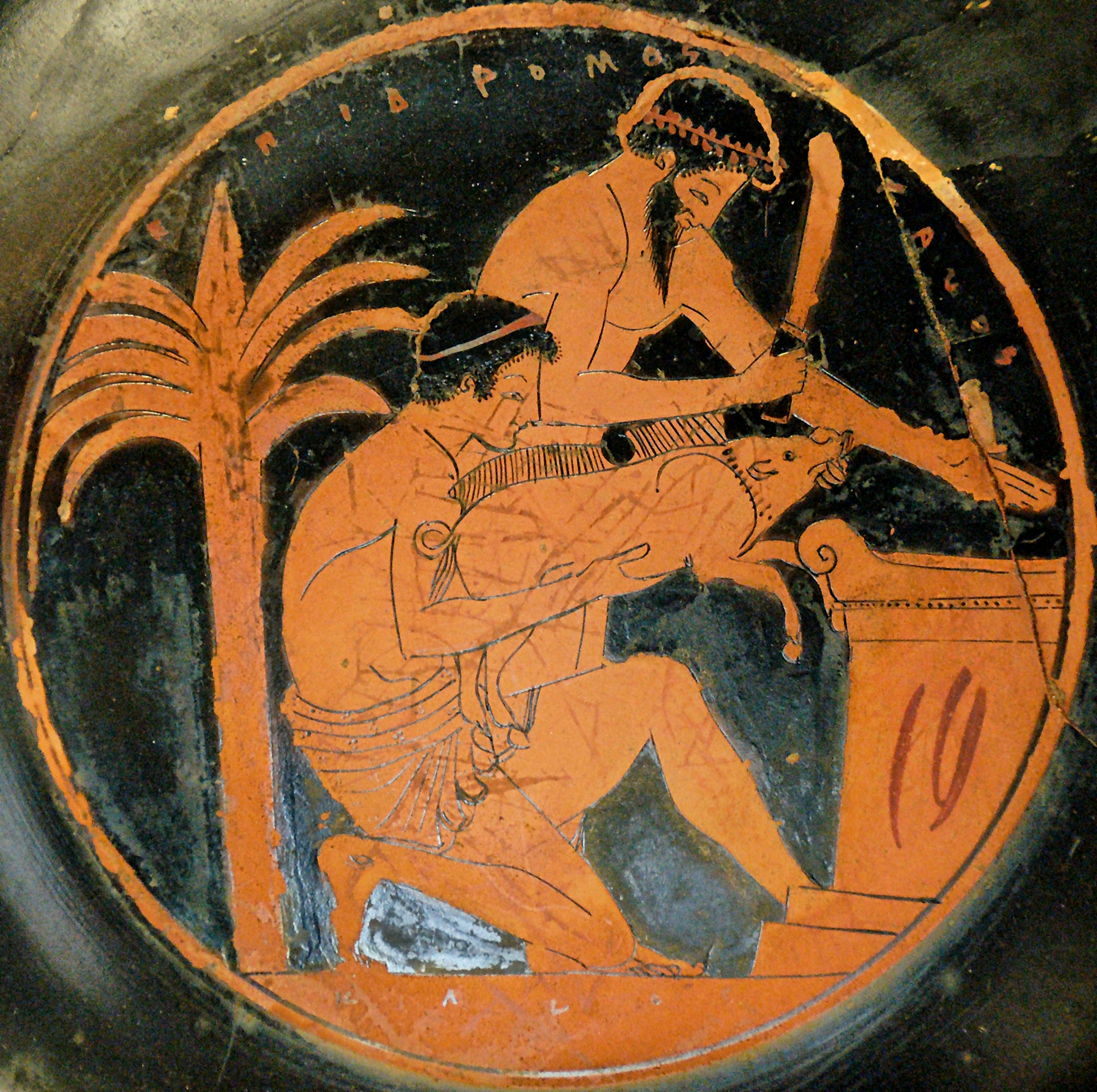
Darstellung eines Schweineopfers (Epidromos-Maler, um 500 v. Chr.)

Die Schweinehaltung in der Antike ist ein wichtiger Teil der Geschichte der Schweinehaltung sowie der antiken Wirtschaftsgeschichte. Sie diente fast ausschließlich der Produktion von Schweinefleisch. Sie war in unterschiedlichem Ausmaß im ganzen Mittelmeerraum verbreitet und wird bereits bei Homer erwähnt. Durch die Auswertung literarischer, epigraphischer und archäologischer Zeugnisse lässt sich ein relativ genaues Bild der antiken Schweinezucht gewinnen. Ihre Bedeutung zeigt sich unter anderem darin, dass Persönlichkeiten wie Aristoteles und Cato sich damit befassten, und dass der Schweinehandel noch wenige Jahre vor dem Untergang des Weströmischen Reiches durch Steuererleichterungen gefördert wurde. 

## Griechenland

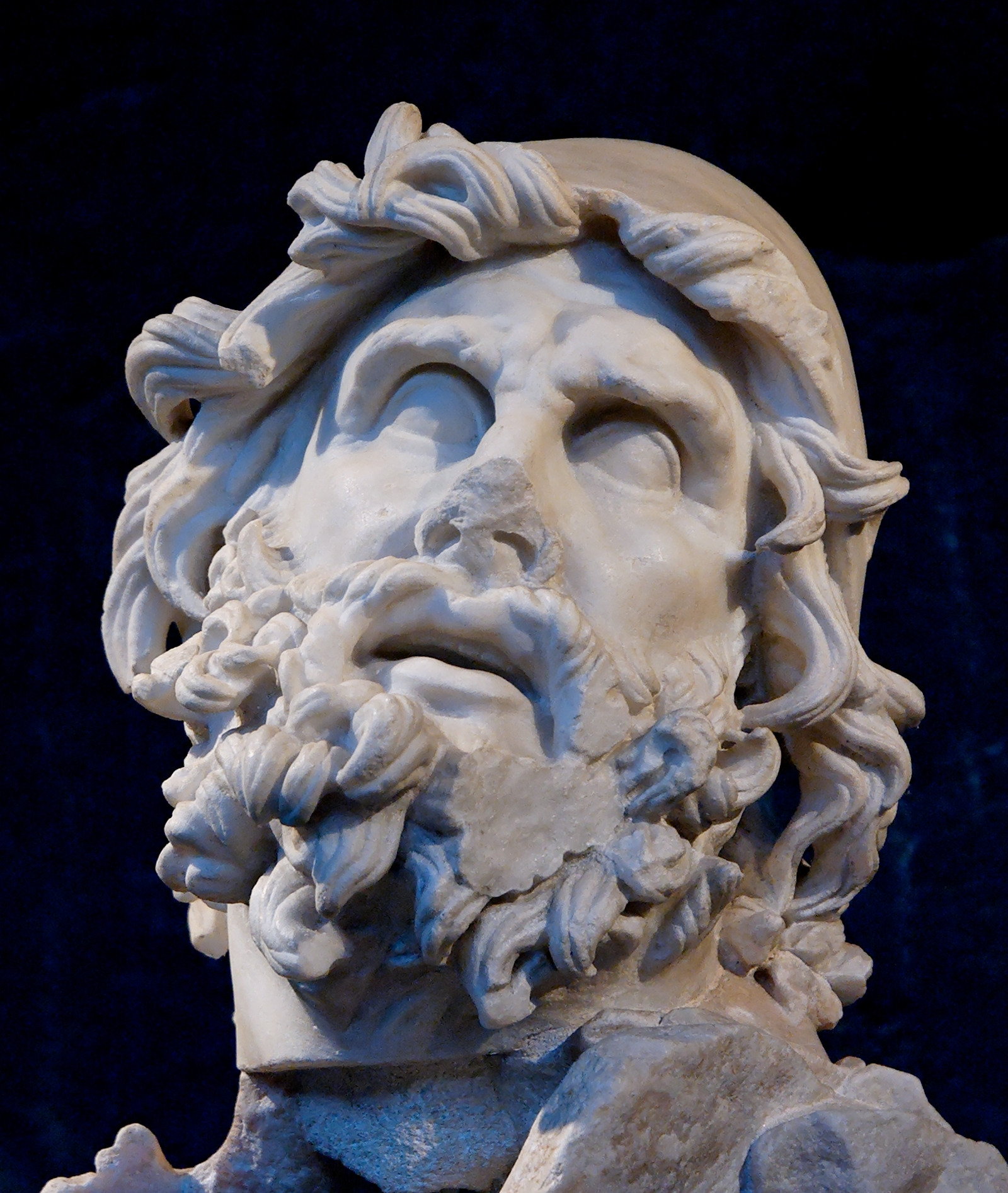
Schon der listenreiche Odysseus hielt zahlreiche Schweine (Skulptur, 2. Jahrhundert v. Chr.).

Anders als Rinder, die vor allem als Arbeitstiere benötigt, und Schafe, die vor allem wegen der Wolle geschätzt wurden, dienten Schweine im antiken Griechenland schon zu Homers Zeit ausschließlich der Fleischproduktion. Die Helden der Epen Ilias und Odyssee verzehren mehrfach Schweinefleisch. In der Odyssee wird auch die Haltung von Schweinen ausführlich dargestellt, Homers Bericht orientiert sich dabei an den Haltungsmethoden seiner Zeit: tagsüber weiden die Schweine im Freien und werden dabei von Schweinehirten betreut; nachts werden je 50 Säue in einen Stall gesperrt. Insgesamt 600 Säue und 360 Eber sollen in der Obhut des Eumaios, des Schweinehirten des Odysseus, gestanden haben. Diese für damalige Verhältnisse hohe Zahl sollte den Reichtum seines Herrn unterstreichen.
Doch bereits für die mykenische Zeit sind intensiver Schweinefleischverzehr und Schweinehaltung nachgewiesen. So geht aus Linear B-Dokumenten des Palasts von Pylos aus der Zeit um 1200 v. Chr. hervor, dass im Reich von Pylos in neun größeren Zentren Schweine gemästet wurden, deren Fleisch vermutlich vor allem für Festessen bestimmt war. Schweinefleisch wurde aber auch bereits geräuchert oder gepökelt und dadurch haltbar gemacht. Statistische Auswertungen in Nichoria ergaben, dass Knochen von Schweinen meist ebenso häufig waren, wie die von Ziegen und Schafen, die aber auch zur Gewinnung von Wolle (bzw. Fell bei Ziegen) und Milch gehalten wurden.
Auch die heutigen Kenntnisse über die Schweinehaltung im klassischen und im hellenistischen Griechenland beruhen vor allem auf den spärlichen literarischen Zeugnissen. So schrieb der Philosoph Aristoteles in seiner Tiergeschichte auch über Schweine. Ihm zufolge dauerte die Mast 60 Tage, die Tiere würden während dieser Zeit mit Gerste, Hirse, Feigen und Eicheln gefüttert, seien aber zur Zucht erst mit einem Jahr geeignet. In Athen wurden Schweine nach Plutarch mindestens seit dem 5. Jahrhundert v. Chr. in großer Zahl gehalten, aber auch anderswo verdienten sich arme Frauen durch Ferkelmast ein Zubrot. Eine erhaltene rotfigurige Vase zeigt Schweine, die zum Markt getrieben werden. Insgesamt sind die Nachrichten über Schweinezucht im antiken Griechenland jedoch zu selten und zu verstreut, um ein genaueres Bild zu zeichnen.

## Rom

### Verbreitung
Die Schweinezucht im Römischen Reich konzentrierte sich vor allem in Mittelitalien und im nördlichen Gallien. Schweinefleisch wurde insbesondere in den Städten verzehrt, während sein Anteil am Fleischkonsum der Landbewohner deutlich geringer war. Eine besondere Vorliebe für Schwein zeigten die Bewohner der Stadt Rom und ihres Umlands, zwei Drittel aller dort gefundenen Überreste von Tieren waren Schweine. Auch in der Poebene war die Schweinezucht bereits im 2. Jahrhundert v. Chr. weit verbreitet.
Die römischen Essgewohnheiten beeinflussten die der benachbarten Regionen: Während in Kampanien in republikanischer Zeit vor allem Rindfleisch verzehrt wurde, näherte sich der Schweinefleischkonsum in der Kaiserzeit dem in Rom an. In Hispanien verdoppelte sich nach der römischen Eroberung der Anteil der verzehrten Schweine. In Britannien, Griechenland, Ober- und Niedergermanien nahm die Schweinezucht dagegen keinen vergleichbaren Aufschwung. Nie Fuß fassen konnte sie in Syrien und Ägypten. Diejenigen der dort stationierten Soldaten, die aus schweinefleischkonsumierenden Regionen kamen, passten sich in der Regel den örtlichen Vorlieben an.

### Haltung

Varro befasste sich ausführlich mit der Schweinezucht.

Außer auf archäologischen Funden beruht das Bild heutiger Forscher von der Schweinehaltung im Römischen Reich vor allem auf den Werken der römischen Agrarschriftsteller. Neben Cato waren dies insbesondere der spätrepublikanische Autor Varro sowie Lucius Iunius Moderatus Columella und Plinius der Ältere, die in der frühen Kaiserzeit schrieben. Varro und Columella zufolge wurden die Schweine nachts in Ställen – Hara genannt – gehalten, in denen sie voneinander getrennt werden konnten. Das war notwendig, da sonst die Gefahr bestand, dass Ferkel von älteren Tieren zerquetscht wurden. Beide Autoren weisen auch explizit auf die Bedeutung sauberer Stallungen hin. Tagsüber weideten die Schweine draußen, bevorzugt in Eichenwäldern, die als besonders günstige Weiden galten. Die Weidegründe sollten den Tieren auch ermöglichen, sich im Schlamm zu wälzen.
Varro empfahl, Schweine in Herden aus etwa 100 Säuen und 10 Ebern zu halten; ihm war allerdings bekannt, dass einige Züchter mehr als 150 Schweine hielten. Die Eber wurden, sofern sie nicht zur Zucht vorgesehen waren, mit einem Jahr kastriert. Auch Zuchttiere wurden kastriert, wenn sie mit drei bis vier Jahren ihre Aufgabe erfüllt hatten. Für die Zucht geeignete Eber mussten bestimmten Kriterien entsprechen. Dazu gehörten gedrungener Körperbau mit kurzen Beinen und hervortretendem Bauch, kräftiger Nacken und kurzer Rüssel. War die Zucht erfolgreich, so wurden insbesondere bei großen Würfen nur die meistversprechenden Jungtiere aufgezogen, die anderen in der Regel verkauft.

### Vertrieb

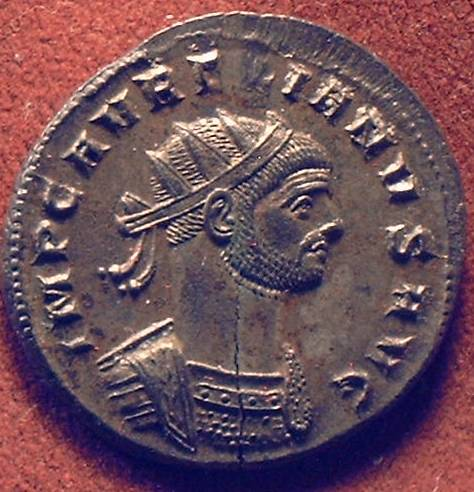
Seit Aurelian wurde die stadtrömische Bevölkerung mit Schweinefleisch versorgt.

Das Höchstpreisedikt des spätantiken Kaisers Diokletian (284–305) nennt Preise für Schweinefleisch und für den Transport von Schweinen, anders als bei Pferden, Rindern oder Ziegen jedoch keine Preise für lebende Tiere. Bereits Diokletians Vorgänger Aurelian (270–275) ließ in Süditalien Schweine ankaufen, um die Bevölkerung der Stadt Rom während der Wintermonate mit Fleisch zu versorgen. Die Tiere wurden entweder von Großgrundbesitzern direkt geliefert oder von bei diesen eingezogenen Geldern auf den örtlichen Märkten gekauft. In Rom wurden sie dann auf dem Forum Suarium vertrieben, einem Schweinemarkt, der seit etwa dem 3. Jahrhundert belegt ist. Jeder zum Empfang staatlicher Lebensmittelspenden berechtigte Römer erhielt fünf Monate im Jahr jeweils fünf Pfund Fleisch. Neben Schweinefleisch wurde auch Schaf- und Rindfleisch ausgegeben.
Da die für die kaiserlichen Fleischspenden vorgesehenen Schweine während des Transports nach Rom etwa 20 Prozent ihres Gewichts verloren, stellte der jeweilige Kaiser 25.000 Amphoren Wein zur Verfügung, von denen mehr Schweine gekauft werden konnten, um so den Gewichtsverlust auszugleichen. 452 legte schließlich der weströmische Heermeister Aëtius die Mengen und Preise endgültig fest. Seitdem mussten die Schweinehändler (lat. suarii) für 240 römische Pfund (rund 78,6 kg) Schweinefleisch einen Solidus bezahlen. Die hohe Bedeutung, die diesen Schweinehändlern zukam, zeigt sich darin, dass die Vorsteher dieser seit Septimius Severus (193–211) privilegierten Zunft seit 419 comites dritter Ordnung waren und 458 als einzige Berufsgruppe von einer allgemeinen Steuererhöhung Kaiser Majorians explizit ausgenommen wurden. Seit der Reform des Aëtius, der neben seiner Heermeistertätigkeit auch Patron der Schweinehändler war, erhielten sie für den Ankauf von Schweinen 6400 Solidi aus Lukanien, 5400 Solidi aus Samnium und 1950 Solidi aus Kampanien. Insgesamt sollten also jährlich mehr als 1000 Tonnen Schweinefleisch eingekauft werden.

## Antike Quellen
- Aristoteles, Tiergeschichte (griechisch Περὶ τα ζωα ιστοριαι) 545a; 573a–b, 595a.
- Athenaios, Gastmahl der Gelehrten (griechisch Δειπνοσοφισταί) 14,656 f.
- Lucius Iunius Moderatus Columella, Zwölf Bücher über Landwirtschaft (lateinisch Rei rusticae libri duodecim) 7,9–11 (online).
- Homer, Ilias (griechisch Ιλιάς) 9,208; 19,196 f.; 23,32.
- Homer, Odyssee (griechisch Oδύσσεια) 8,474 ff.; 10,237–243; 10,388–397; 14,5–20; 14,26 ff.; 14,81; 14,410 ff.; 14,414–438; 15,555.
- Gaius Plinius Secundus Maior, Naturkunde (lateinisch Naturalis historia) 8,205–213 (online bei LacusCurtius).
- Plutarch, Moralia (griechisch Ηθικά) 580e–f.
- Polybios, Historien (griechisch Ιστορίαι) 2,15 (online).
- Marcus Terentius Varro, Über die Landwirtschaft (lateinisch Rerum rusticarum de agri cultura) 2,4 (online).